# 플레셰예보호

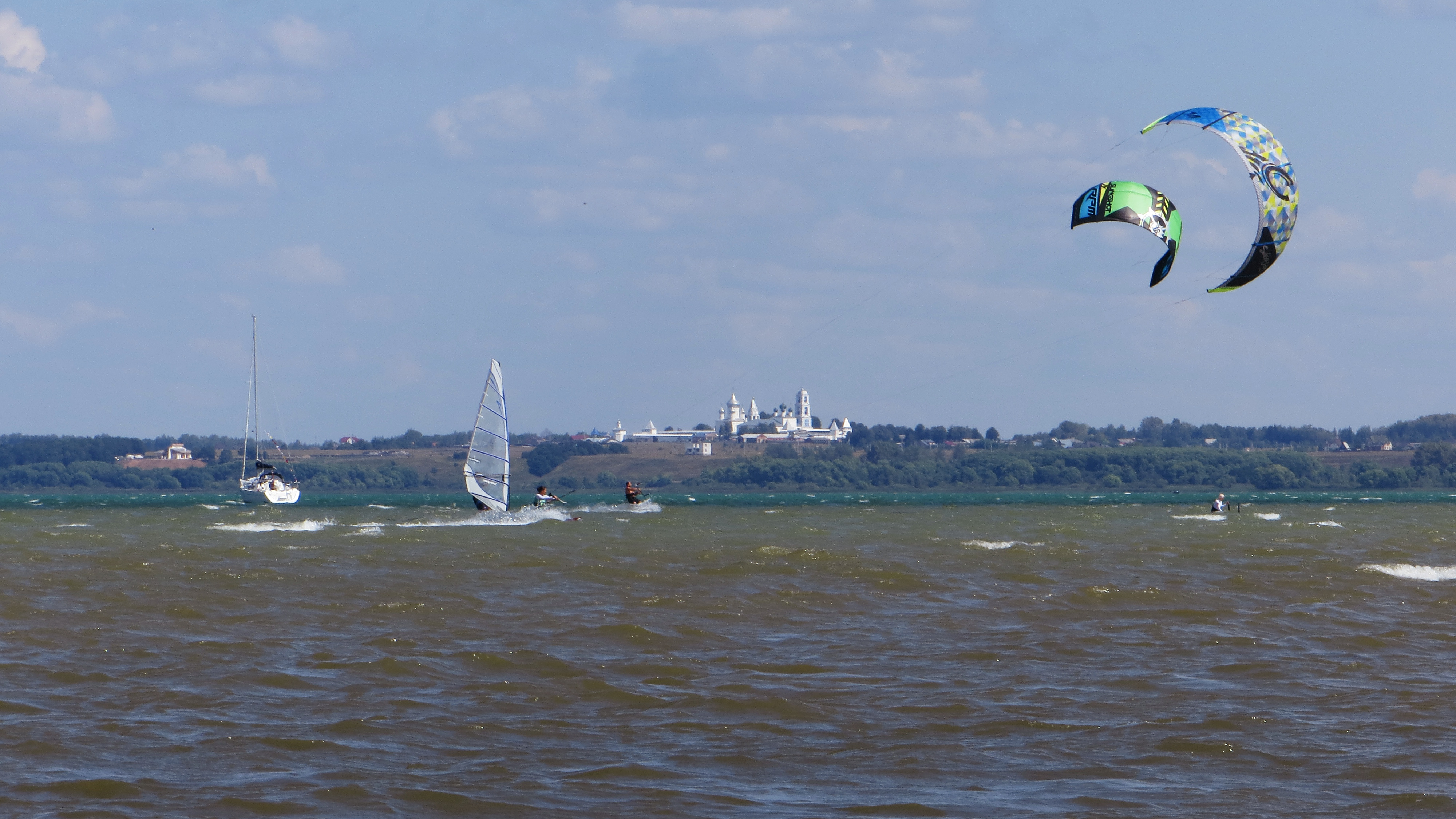
하얀 벽의 니키츠키 수도원 근처 플레셰예보 호수

플레셰예보 호수 (러시아어: Плеще́ево о́зеро, IPA: [plʲɪˈɕːejɪvə ˈozʲɪrə])는 러시아 야로슬라블주에 있는 빙하호이다. 유서 깊은 도시 페레슬라블잘레스키는 호수 남동쪽에 있다.
플레셰예보 오제로 국립공원의 일부인 이 호수는 51 km2가 넘는 면적을 차지하며, 길이는 9.5 킬로미터 (5.9 mi)이고 해안선은 28 킬로미터 (17 mi)이다. 중간 수심은 25 미터 (82 ft)이지만, 해안 근처의 물은 상당히 얕다. 이 호수는 캠핑, 수영, 낚시, 열기구 타기로 유명하다.

## 역사
원초 연대기는 호수 기슭에 있었던 메랴인 마을인 클레신 호수를 언급한다. 클레신의 주요 유물은 전설적인 12톤짜리 바위인 "푸른 돌"인데, 수세기 전에는 이교도들이 숭배했으며, 지금도 러시아 정교회 휴일을 기념하는 장소이다.
1688년부터 1693년까지 표트르 대제는 자신의 오락을 위해 플레셰예보 호수에 유명한 "재미있는 소함대"(즉, 훈련용 소함대)를 건설했는데, 여기에는 러시아 해군의 선조 중 하나로 간주될 수 있는 이른바 표트르의 작은 배가 포함된다. 페레슬라블잘레스키에 있는 보티크(작은 배) 박물관은 최초의 러시아 함대 역사를 기록하고 원본 선박 모델 중 하나를 보관하고 있다.
1925년, 작가 미하일 프риш빈은 호수 근처의 연구소에서 1년을 보내고 그의 저서 《베렌데이의 샘》(The Springs of Berendey)에 풍경에 대한 관찰을 기록했다.

## 낚시
이 호수는 벤데이스, 즉 "민물 청어"(러시아어로 랴푸슈카)와 관련된 것으로 유명하다. 페레슬라블잘레스키의 문장에는 검은 바탕에 두 마리의 황금 랴푸슈카가 그려져 있다. 이 도시는 중세 시대에 훈제 랴푸슈카를 수출하는 것으로 유명했으며, 이는 차르의 식탁에서 가장 좋아하는 생선이었다.

## 같이 보기
- 러시아의 호수
- 네바 요트 클럽